# 红丝鰕虎鱼
红丝鰕虎鱼（学名：Tomiyamichthys russus），又名魯索富山鰕虎、紅猴鯊，为鰕虎鱼科丝鰕虎鱼属的鱼类。分布于菲律宾、印度尼西亚、澳大利亚以及南中国海等海域。该物种的模式产地在Pinang海。